# Karl Fryksdahl
Karl Fryksdahl, född 22 juni 1885, död 9 februari 1945, var en svensk friidrottare (tresteg).
Han tävlade för Westermalms IF, IK Atle och AIK. 

## Främsta meriter
Fryksdahl hade det svenska rekordet i tresteg 1907 till 1908. Han vann SM i tresteg 1906 och 1907. Han deltog vid OS 1908 i London på 100 meter, stående höjd och tresteg.

## Karriär
År 1903 satte Fryksdahl, då tävlande för Westermalms IF, klubbrekord på 100 meter med 12,2 sek. 1904 ställde han (mer sprinter än trestegshoppare) upp vid SM och tog bronsmedaljen.
Vid svenska mästerskapen i friidrott 1906 vann Fryksdahl SM i tresteg med 12,72.
Den 8 juni 1907 slog Fryksdahl Nathanael Nielsons svenska rekord i tresteg från 1906, med ett hopp på 13,45. Den 25 augusti, vid SM (som han vann) i Karlstad, förbättrade han rekordet till 13,63. Han förlorade rekordet 1908 till Gustaf Nordén.
1908 deltog Fryksdahl vid OS i London och blev där utslagen på 100 meter som trea i heat nummer 12 (11,6 sek). I tresteg kom han sjua på 13,65. I stående höjd kom han på delad 14:e plats med 1,40.